# Rugby Team Olsztyn

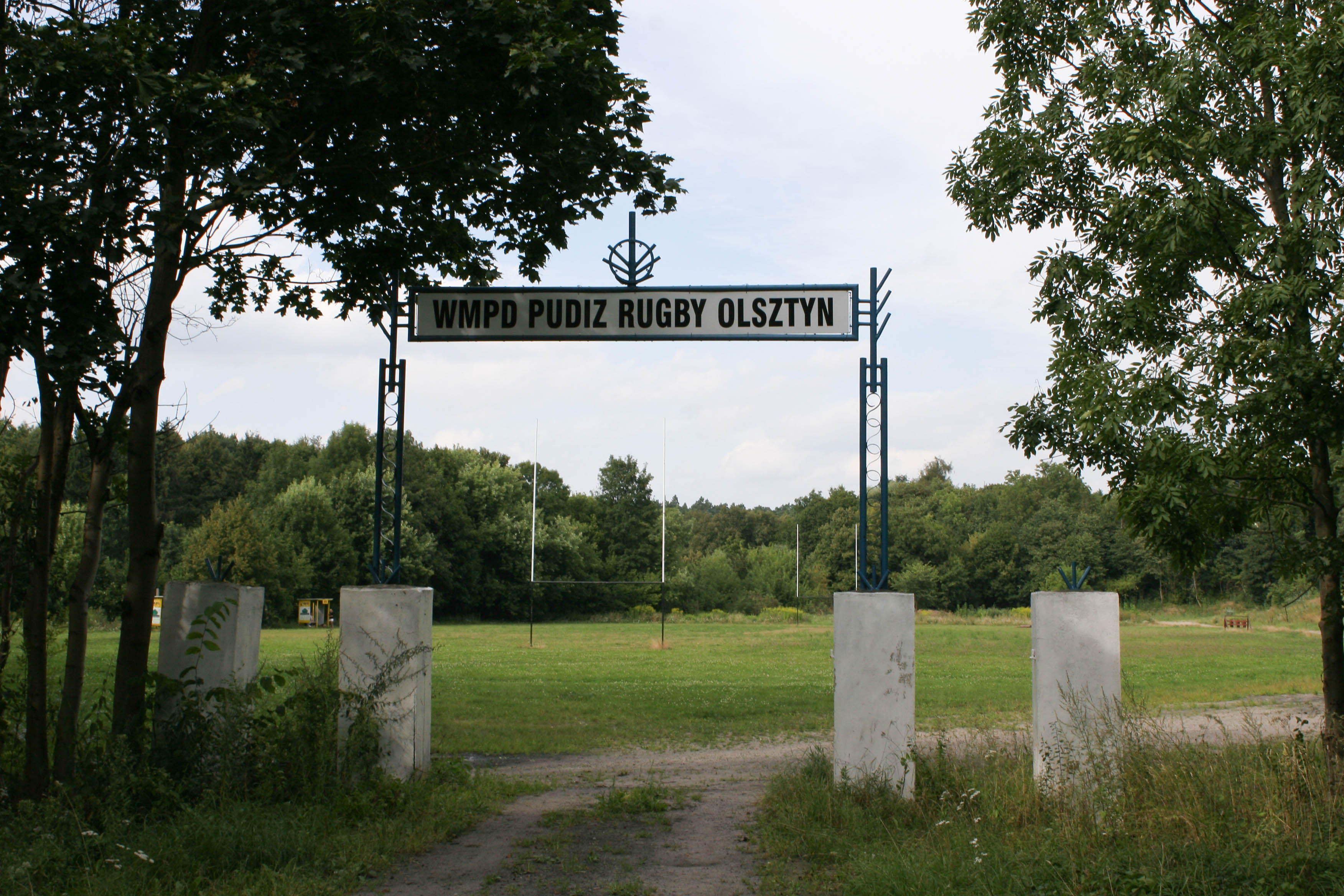
Wejście na stadion Budowlanych Olsztyn

WMPD Rugby Olsztyn – polski klub rugby z siedzibą w Olsztynie. W sezonie 2009/10 będzie występował w II lidze.
Największym sukcesem zespołu jest awans do I ligi w 2007 roku, w której występował kolejne dwa sezony. W sezonie 2002/03 drużyna zajęła drugie miejsce w finale Pucharu Polski.
Klub powstał w latach 70. XX wieku jako Miejski Klub Sportowy Rugby Olsztyn. Obecnie w klubie funkcjonują cztery grupy wiekowe. Kadry seniorów, juniorów oraz kadetów trenuje Leszek Bors. Spotkania Polskiej Ligi Rugby zespół rozgrywa na boisku przy ul. Artyleryjskiej w Olsztynie.